# 嘉義市第三信用合作社
嘉義市第三信用合作社（かぎしだいさんしんようがっさくしゃ、略称：嘉義三信、第三信用、三信）は台湾・嘉義市西区に本社を置く信用組合の一つである。通称「三信」。今、嘉嘉雲地区唯一の信用合作社である。

## 概要
前身は日本統治時代の1941年に嘉義で設立された「嘉義市復興建築信用購買販売利用組合」であり、1946年より「嘉義市建築材料供給合作社」に商号変更した。後は、1954年より「嘉義市建築資材供給合作社」、1958年より「嘉義市第二建築信用合作社」、1961年より「嘉義市第三信用合作社」に商号変更して、金融事業を開業した

## 店舗

### 嘉義市の店舗一覧
| 地域   | 行政区 | 支店       | 所在地        | 電話番号       | 営業時間    | 備考    |
| ------ | ------ | ---------- | ------------- | -------------- | ----------- | ------- |
| 嘉義市 | 西区   | 本店営業部 | 文化路85号    | (+886)52223845 | 09:00~15:30 | ATMあり |
| 嘉義市 | 西区   | 新栄支店   | 新栄路195号   | (+886)52222125 | 09:00~15:30 | ATMあり |
| 嘉義市 | 西区   | 北興支店   | 民生北路310号 | (+886)52222494 | 09:00~15:30 | ATMあり |
| 嘉義市 | 西区   | 興嘉支店   | 新民路706号   | (+886)52855504 | 09:00~15:30 | ATMあり |
| 嘉義市 | 西区   | 民生支店   | 民生南路387号 | (+886)52841090 | 09:00~15:30 | ATMあり |
| 嘉義市 | 西区   | 新興支店   | 友愛路210号   | (+886)52333160 | 09:00~15:30 | ATMあり |
| 嘉義市 | 東区   | 新南支店   | 興業東路311号 | (+886)52289670 | 09:00~15:30 | ATMあり |
| 嘉義市 | 東区   | 美源支店   | 林森東路396号 | (+886)52754906 | 09:00~15:30 | ATMあり |
| 嘉義市 | 東区   | 新生支店   | 新生路673号   | (+886)52773419 | 09:00~15:30 | ATMあり |
| 嘉義市 | 東区   | 忠孝支店   | 公明路300号   | (+886)52275105 | 09:00~15:30 | ATMあり |

### 嘉義県の店舗一覧
| 地域   | 行政区 | 支店     | 所在地          | 電話番号       | 営業時間    | 備考                          |
| ------ | ------ | -------- | --------------- | -------------- | ----------- | ----------------------------- |
| 嘉義県 | 中埔郷 | 中埔支店 | 中山路五段953号 | (+886)52396651 | 09:00~15:30 | ATMあり、元国華支店に移転新設 |

## 写真集

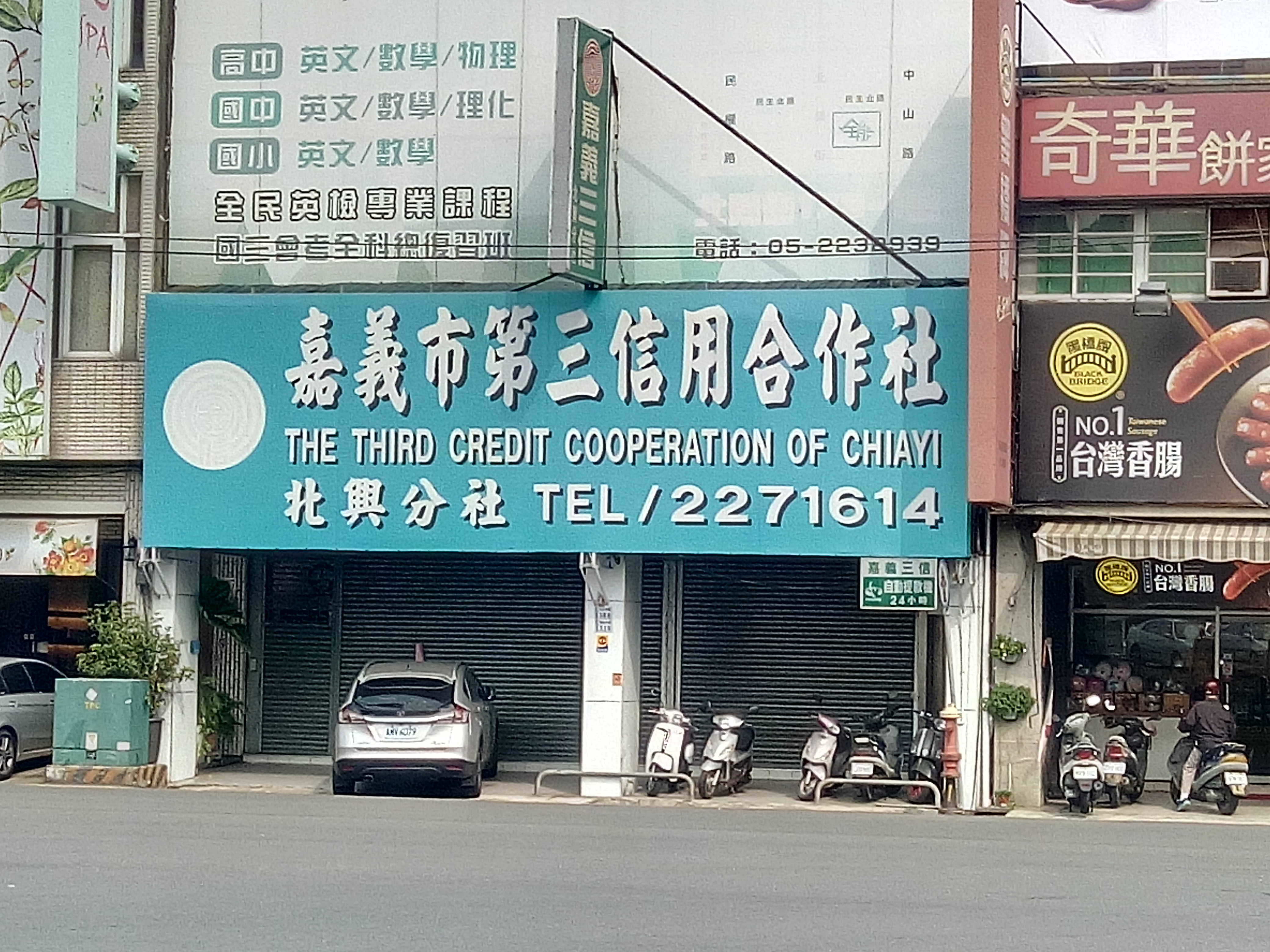
嘉義市第三信用合作社北興支店
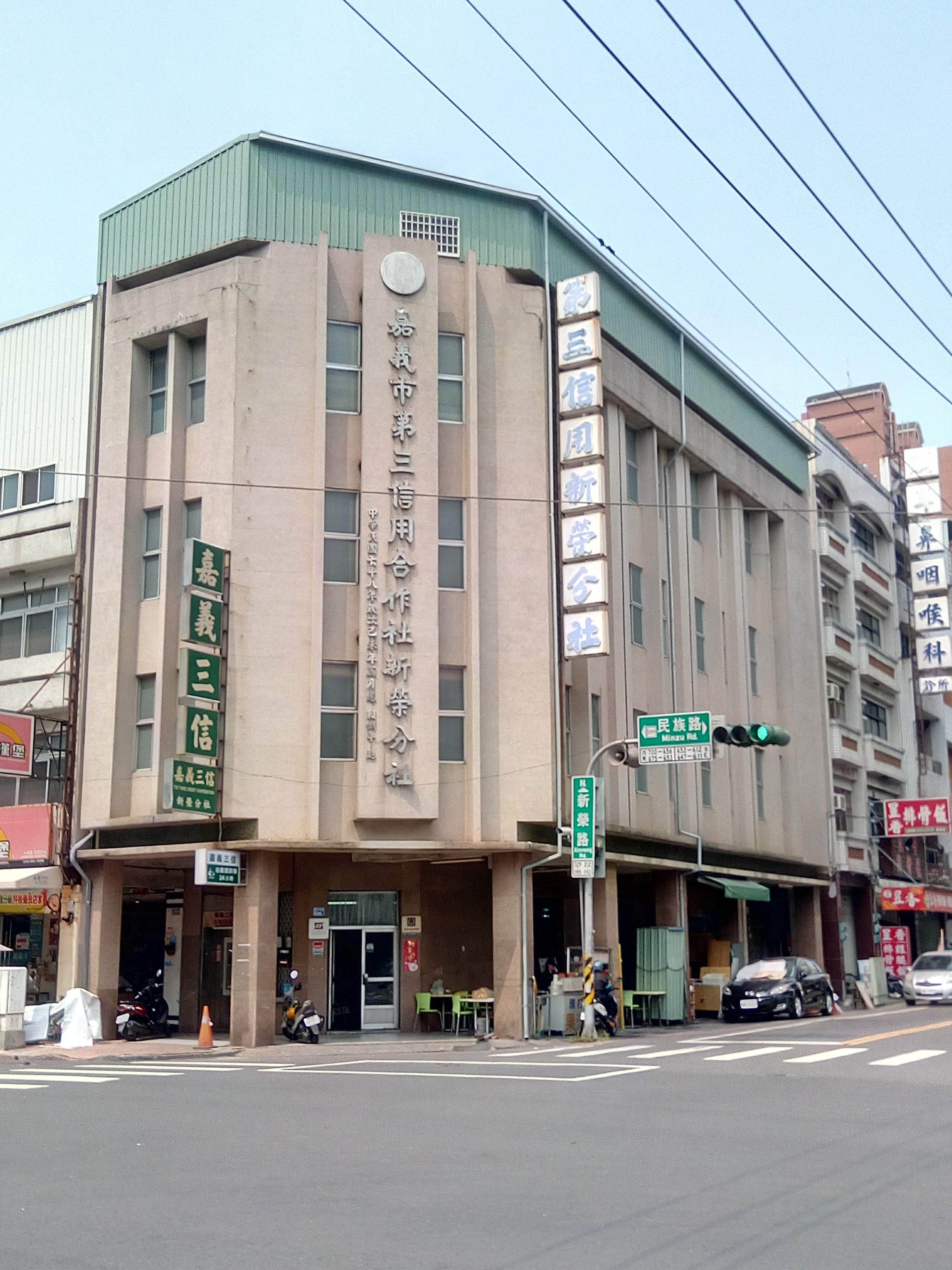
嘉義市第三信用合作社新栄支店